# Al Qaida
Al-Qāʿida (in arabo القاعدة‎?, al-qāʿida, "la Base", italianizzata in al-Qaida oppure, seguendo la grafia inglese, al-Qaeda) è un movimento paramilitare terroristico internazionale, a ideologia islamista, ispirata a Sayyid Quṭb e ad ʿAbd Allāh al-ʿAzzām. Fu fondata l'11 agosto 1988 e guidata da Osama bin Laden fino al 2 maggio 2011. È nota per aver pianificato e messo in atto gli attentati dell'11 settembre 2001 causando la morte di circa 3000 persone tra cui soccorritori, cittadini, lavoratori e gli stessi terroristi.
È stato guidato sino alla morte, avvenuta il 2 maggio 2011, dal miliardario saudita Osāma bin Lāden che si avvaleva della guida ideologica di Ayman al-Ẓawāhirī (ex medico de Il Cairo, appartenente a una famiglia di dotti religiosi e di magistrati). Entrambi sono riferibili all'attivismo ideologico-politico dello shaykh ʿAbd Allāh Yūsuf al-ʿAzzām.
Al-Qāʿida è stata classificata come organizzazione terroristica dal Consiglio di sicurezza delle Nazioni Unite, dalla NATO, dalla Commissione dell'Unione europea, dal Dipartimento di Stato degli Stati Uniti, dai governi di Australia, India, Canada, Israele, Giappone, Corea del Sud, Germania, Regno Unito, Russia, Svezia, Italia e Svizzera.

## Origine del nome
Il nome dell'organizzazione deriva dall'arabo qāʿida che significa "fondazione" o "base" e può riferirsi sia a una base militare sia a un database. L'iniziale al- è l'articolo determinativo. In arabo qāʿida bayānāt è il "database", dove la parola bayānāt significa "dati" e la parola qāʿida significa "base".
Osama bin Laden spiegò l'origine del nome in una registrazione di un'intervista concessa al giornalista di Al Jazeera Taysir Aluni nell'ottobre del 2001: 
Secondo Saʿd al-Faqīh, esperto saudita di al-Qāʿida, il nome deriverebbe dal sistema di documentazione in uso nella "guesthouse" della Bayt al-Anṣār dal 1980.
Secondo l'ex-ministro degli Esteri britannico Robin Cook (laburista dimessosi per protesta contro la partecipazione britannica all'invasione in Iraq), al-Qāʿida sarebbe la traduzione in arabo di "data-base": «Per quanto ne so io, al-Qāʿida era originariamente il nome di un data-base del governo USA, con i nomi di migliaia di mujāhidīn arruolati dalla CIA per combattere contro i sovietici in Afghanistan».
Altre fonti affermano che il nome derivi dal centro logistico situato a Peshāwar: in tale luogo sarebbero stati registrati i nomi dei volontari arabi successivamente mandati a combattere in Afghanistan contro le truppe russe.
Un giornalista, Peter Bergen, conferma che in origine al-Qāʿida era il nome dato al centro di raccolta di guerriglieri di Peshāwar e che successivamente, durante un incontro dei principali leader dell'organizzazione, fu deciso di mantenere quel nome.

## Storia

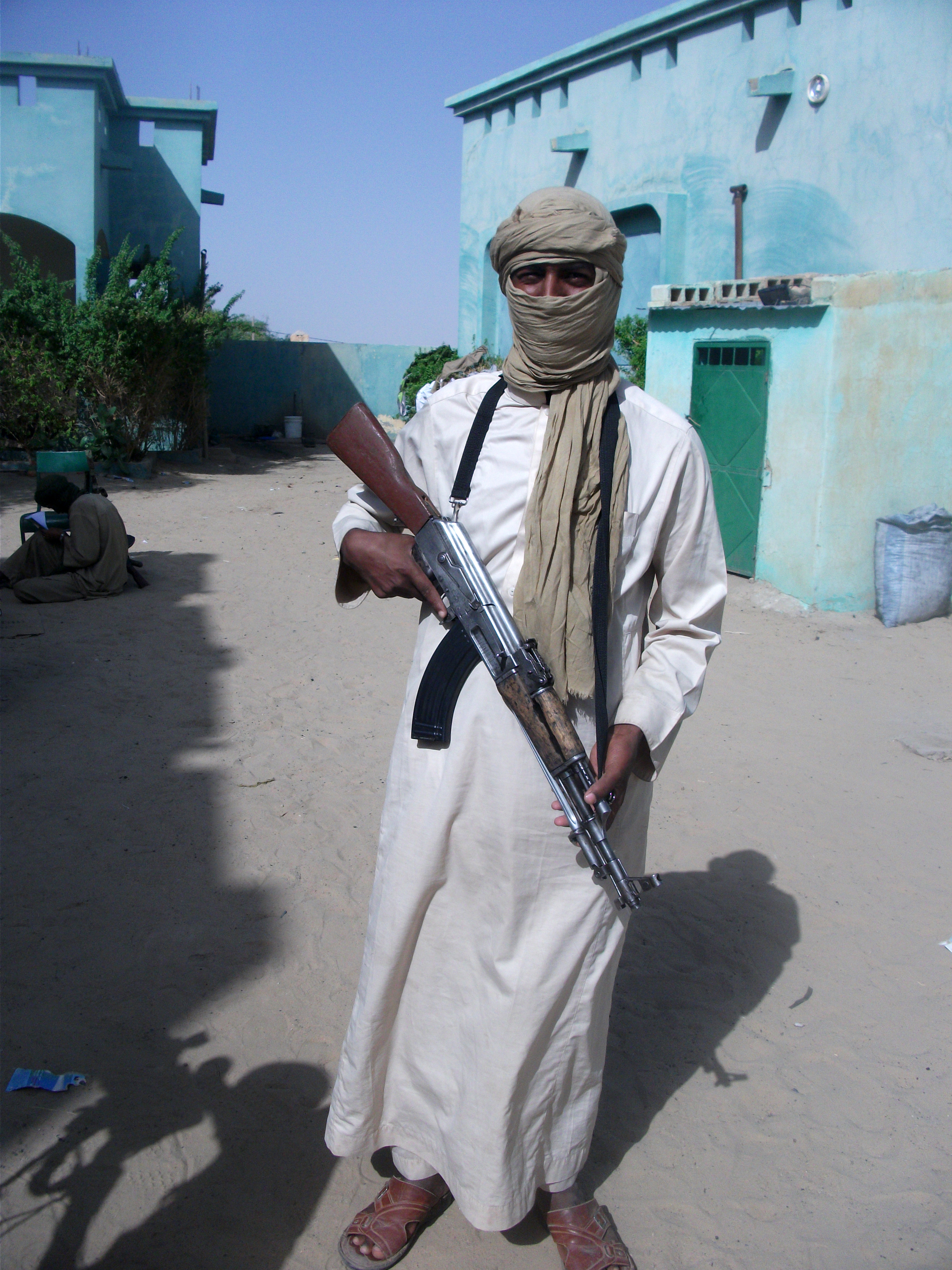
Militante di al-Qāʿida nel Sahel

Secondo alcune fonti, al-Qāʿida nacque ai tempi dell'invasione sovietica dell'Afghanistan. Il terrorista Jamāl al-Faḍl, in un'intervista alla CNS, afferma che al-Qāʿida nacque intorno al 1989, pressappoco alla fine della guerra in Afghanistan. Nonostante gli Stati Uniti e l'Arabia Saudita fornissero (tramite il Servizio Segreto Militare Pakistano) miliardi di dollari in assistenza ai gruppi ribelli che combattevano l'occupazione sovietica, Bin Lāden e i suoi compagni ricevettero poco o nessun supporto dagli Stati Uniti.
Dietro la genesi dell'organizzazione si trova una teorizzazione religiosa di ispirazione wahhabita, che col tempo ha raccolto elementi di altre correnti religiose islamiche, appoggiandosi di volta in volta al "clero" locale, come i deobandi e i talebani, preservando altresì la propria indipendenza.
La prima definizione giuridica di al-Qāʿida come di "organizzazione terroristica internazionale" venne data nel maggio 2001 dalla corte federale di New York nell'ambito del processo per gli attentati alle ambasciate statunitensi del 1998 in Kenya e Tanzania. La maggior parte delle descrizioni di al-Qāʿida venne fornita da Jamal al-Fadl, uno degli agenti commerciali di Osama Bin Laden. Appropriatosi indebitamente di 110.000 dollari di quest'ultimo, a fronte della richiesta di restituzione abbandonò il lavoro e divenne un testimone chiave degli Stati Uniti. La sua testimonianza permise di definire al-Qāʿida un'organizzazione gerarchica, sulla base del Racketeer Influenced and Corrupt Organizations Act, in maniera non dissimile da quanto avvenuto per la mafia americana, e di condannare quindi in contumacia Osāma bin Lāden in qualità di persona al vertice dell'organizzazione.
Osama bin Laden era il 17º dei 57 figli di un immobiliarista yemenita. Utilizzò soldi e macchinari della propria impresa di costruzioni proprio per aiutare la resistenza dei mujaheddin nella guerra sovietica in Afghanistan, dove arrivò quando aveva 23 anni. Sulla consistenza del patrimonio personale di bin Laden esistono comunque stime secondo le quali, a causa della tendenza nella cultura saudita a non dividere il patrimonio familiare ma a farlo gestire solo al figlio maggiore, il patrimonio personale di bin Laden sarebbe ammontato ad alcuni milioni di dollari.
Secondo l'ex agente della CIA ed esperto di organizzazioni terroristiche Marc Sageman "non c'è nessuna organizzazione capillare. Ci piace pensare esista un'entità fittizia chiamata Al-Qāʿida, ma non è la realtà con cui dobbiamo confrontarci".
Il giorno 2 maggio 2011 Osama bin Laden venne ucciso ad Abbottabad (Pakistan), durante un attacco di assaltatori Navy SEAL della Marina degli Stati Uniti avvenuto nel suo complesso fortificato. Gli è succeduto il suo braccio destro nonché cofondatore del gruppo Ayman al-Zawahiri. Alle 6:30 del 31 luglio 2022, gli Stati Uniti affermano di aver ucciso Zawahiri in un'operazione eseguita con un drone a Kabul, in Afghanistan. L'annuncio proviene dal Presidente Joe Biden, che prosegue esaltando l'operazione antiterroristica, inferiore per importanza solo a quella che nel 2011, sotto la presidenza Obama, uccise Bin Laden in Pakistan. Secondo il Presidente USA nessuno della famiglia Ẓawāhirī è stato ucciso nell'operazione e non ci sono state altre vittime civili.

## Obiettivi
I suoi atti terroristici si basano su attacchi suicidi e omicidi e fanno ricorso all'uso simultaneo di esplosivi contro differenti obiettivi. Tali attività terroristiche sono sviluppate da uomini che hanno prestato giuramento di fedeltà (in arabo bayʿa) a Osama bin Laden o da quanti siano comunque legati ad al-Qāʿida pur senza aver prestato detto giuramento e che non abbiano necessariamente ricevuto uno specifico addestramento in un campo di al-Qāʿida in Afghanistan o in Sudan. Altri campi di addestramento sarebbero stati in Libano, Bosnia, Burkina. Il gruppo di al-Qāʿida predica e organizza da tempo il cosiddetto "jihād islamico", espressione giuridica che va però intesa come attuazione di attacchi terroristici condotti nei confronti di obiettivi occidentali, con l'obiettivo di porre fine all'influenza dei paesi occidentali sui paesi mussulmani e con il fine di creare un nuovo califfato islamico. Esso afferma di credere inoltre che ci sia un complotto ebraico-cristiano volto a distruggere l'Islam.
La sua filosofia di management è stata descritta come "centralizzata nelle decisioni e decentrata nell'esecuzione". Dopo gli attentati dell'11 settembre si pensa che la leadership di al-Qāʿida sia diventata geograficamente isolata e che essa abbia lasciato a diversi gruppi di dirigenti locali la conduzione delle azioni terroristiche e l'utilizzo da parte loro del nome di al-Qāʿida In effetti l'attacco della NATO in Afghanistan del 2002 ha marginalizzato il regime talebano ma anche eliminato una gran parte delle strutture di addestramento del gruppo, che venivano utilizzate anche per addestrare persone di organizzazioni esterne, le quali poi associavano al nome del loro gruppo quello di al-Qāʿida nelle rivendicazioni degli attacchi. I progetti che davano origine a questi attacchi sono stati spesso finanziati dall'organizzazione, con fondi di organizzazioni islamiche o donazioni di privati, in massima parte provenienti dalla regione del Golfo Persico. Per un periodo precedente alla fase afghana al-Qāʿida ha anche gestito strutture addestrative in Sudan, fino a che la pressione internazionale sul regime di quel paese ne ha determinato l'espulsione, sebbene attuata in termini molto morbidi.
I legami tra al-Qāʿida e le organizzazioni "affiliate" non sono chiari né semplici, e a volte sono stati anche conflittuali, come quando bin Laden cercò di reclutare persone in Algeria, suscitando la reazione del Gruppo Islamico Armato. I campi di addestramento si sono rivelati un investimento a lungo termine in quanto progressivamente molti gruppi sono stati infiltrati da adepti che, con la progressiva eliminazione e sostituzione dei quadri dirigenti, ne hanno spostato gli equilibri interni verso una maggiore contiguità ad al-Qāʿida. Spesso le finalità generali dell'organizzazione vengono contestualizzate dalle organizzazioni affiliate, come ad esempio per al-Shabaab in Somalia.

## Attacchi terroristici

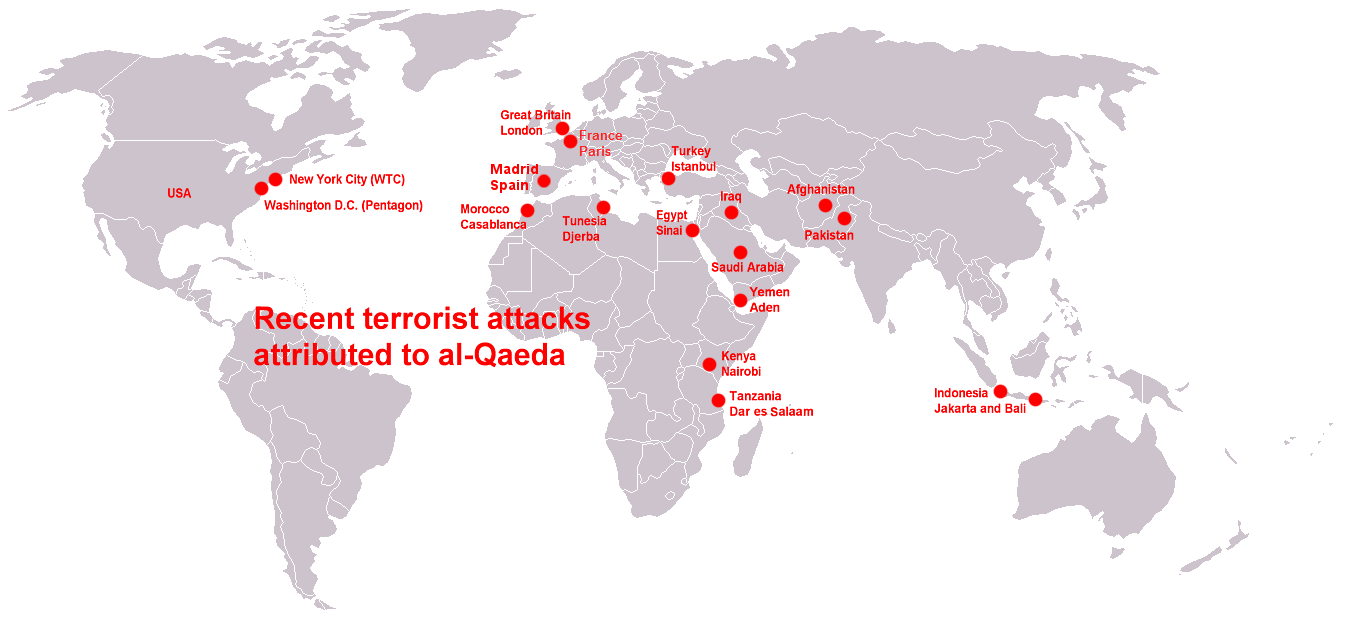
Attacchi terroristici attribuiti ad al-Qāʿida

Nel tempo, al-Qāʿida è divenuta così un'etichetta generica utilizzata dai media e in sede politica per indicare una serie di organizzazioni militanti e apparentemente dedite a un ripristino di un "puro" Islam "delle origini" attraverso mezzi violenti e gravi attentati, anche laddove non è affatto provato per via giudiziaria che tali attentati siano stati perpetrati da una medesima organizzazione. In tal modo si fa riferimento ad al-Qāʿida, in modo non sempre accurato, quale diretta responsabile (in vari casi l'organizzazione ha rivendicato esplicitamente le proprie responsabilità) o indiretta ispiratrice di feroci atti terroristici di marca gihadista e takfirista che, negli ultimi anni, hanno tra gli altri duramente colpito il Kenya, la Somalia, il Libano, lo Yemen, l'Indonesia, l'Egitto, l'Iraq, la Spagna, la Gran Bretagna, la Francia e gli Stati Uniti.
In assoluto il più significativo di tutti gli attentati operati da al-Qāʿida, è stato il dirottamento di quattro aerei di linea, fatti schiantare l'11 settembre 2001 contro le Torri Gemelle del World Trade Center di Manhattan e sul Pentagono presso Washington, con tutto il loro carico umano, compresi i 19 dirottatori. Osāma bin Lāden ha rivendicato la responsabilità di al-Qāʿida solo nel marzo del 2002, pur lodando gli esecutori dell'attentato già nell'ottobre del 2001.
Altrettanto gravi – seppur con un numero di vittime alquanto minore – sono stati gli attentati di Bali del 2002 (per opera del gruppo Jamāʿa Islāmiyya, affiliato ad al-Qāʿida), gli attentati ai treni nella stazione di Atocha di Madrid dell'11 marzo 2004 (compiuti da un'altra cellula terroristica ispirata ad al-Qāʿida) gli attentati nel tube di Londra del 7 luglio 2005 e pochi giorni dopo, il 23 luglio 2005, nella località turistica egiziana di Sharm el-Sheikh. Altri attacchi sono avvenuti negli ultimi mesi del 2005 in Giordania (Amman) e nuovamente in Indonesia (sempre nelle località turistiche di Bali) e nel 2009 in alcuni alberghi della capitale Giacarta.
Secondo alcuni documenti (sequestrati nel complesso fortificato di Bin Lāden ad Abbottabad nel corso dell'Operazione "Lancia di Nettuno"), Al-Qāʿida avrebbe architettato nuovi attacchi terroristici per il decimo anniversario degli attentati dell'11 settembre, progettando possibili assalti a petroliere e ai trasporti americani, nonché nuovi attentati a Manhattan, Chicago e Washington, allo scopo di esaltare la centralità della sua rete terroristica. Al-Qāʿida avrebbe inoltre progettato l'assassinio dell'ex presidente Barack Obama e del generale David Petraeus, comandante dell'Esercito degli Stati Uniti ed ex-direttore della CIA.
Al-Qāʿida avrebbe numerosi campi di addestramento e centri di attività sparsi in diversi paesi del mondo islamico. Secondo il Daily Times è presente anche in Somalia.

### Al-Qāʿida nella Penisola Arabica e attentato contro Charlie Hebdo
Nel 2009 viene fondata la ramificazione di al-Qāʿida in Yemen, detta Al-Qāʿida nella Penisola Arabica, la quale il 7 gennaio del 2015 si rende responsabile del commando di due uomini che alla sede del giornale satirico francese Charlie Hebdo di Parigi uccide 12 giornalisti della redazione a colpi di AK-47; la causa dell'irruzione secondo i terroristi sarebbe la pubblicazione nei mesi precedenti di vignette offensive contro il profeta Maometto, considerato un atto blasfemo. Nei giorni immediatamente successivi altri attacchi, questa volta però ad opera dello Stato Islamico, vengono compiuti contro la polizia francese nel centro della capitale e in un supermercato ebraico in periferia che provocano altre 5 vittime, oltre ai 3 terroristi uccisi infine dalla polizia.

## Uomini chiave
Oltre ai due defunti leader Osama bin Laden e Ayman al-Zawahiri, sono numerosi gli uomini chiave di al-Qāʿida e sono principalmente:
- Saif al-Adel, cinquantenne ex colonnello dell'esercito egiziano e attualmente diventato il nuovo emiro generale di al-Qāʿida, ricercato per gli attentati alle ambasciate statunitensi del 1998 a Dar es Salaam (Tanzania) e di Nairobi (Kenya), nonché uno dei teorizzatori del movimento;
- Anwar al-Awlaki, yemenita nato nel Nuovo Messico era un imam e predicatore radicale dedito al reclutamento di uomini attraverso internet (ucciso da un drone statunitense nel settembre 2011);[64]
- Fazul Abdullah Mohammed, originario di Moroni (Comore) era il direttore di al-Qāʿida nell'Africa orientale e l'interfaccia con gli Al-Shabaab somali, coinvolto negli attentati alle ambasciate statunitensi del 1998, è stato ucciso in Somalia nel giugno 2011;
- Adam Yahiye Gadahn, americanizzazione di Ādam Yaḥyā Ghadan. Nato Adam Pearlman si è convertito all'Islam e svolgeva il compito di reclutatore su Internet, ricercato con una taglia da un milione di dollari dagli USA per tradimento e atti terroristici è stato poi ucciso da un drone statunitense nel gennaio 2015;
- Sulayman Abu Ghayth, imam (nel senso di predicatore) del Kuwait e poi portavoce sin dal 2000 di Bin Laden, è stato catturato nel febbraio 2013 in Giordania ed estradato negli Stati Uniti;
- Fahd Muhammad Ahmad al-Quso, yemenita responsabile dell'attentato del 2000 contro la nave USS Cole ad Aden e ucciso nel maggio 2012 da un drone;
- Abdullah Ahmed Abdullah, alto comandante egiziano di al-Qāʿida coinvolto negli attentati alle ambasciate statunitensi del 1998 ed ucciso a Teheran il 7 agosto 2020 da agenti segreti israeliani per conto degli USA;
- Abu Anas al-Libi, libico, già rifugiato in Gran Bretagna, anch'egli ricercato per gli attentati del 1998; è stato catturato a Tripoli in un raid delle forze speciali americane il 5 ottobre 2013, per poi morire di cancro al fegato a New York il 2 gennaio 2015[65];
- Ali Sa'id ibn Ali al-Huri, saudita ricercato per gli attentati del 1996 alle Khobar Towers di Dhahran.
- Qasim al-Raymi, nuovo emiro di al-Qāʿida nella Penisola Arabica (divenuto tale dopo la confermata eliminazione dell'emiro fondatore Nasir al-Wuhayshi nel giugno 2015 e in precedenza del suo numero due Sa'id al-Shihri nel gennaio 2013), ucciso nel gennaio 2020 da un drone statunitense;
- Abdelmalek Droukdel e Mokhtar Belmokhtar, emiri rivali in seno ad al-Qa'ida nel Maghreb islamico; il primo è stato ucciso in Mali dai militari francesi il 3 giugno 2020 mentre il secondo, diventato il capo di al-Murabitun, è stato molto probabilmente ucciso in un raid mirato dei francesi in Libia nel novembre 2016.

## Classificazioni ufficiali come organizzazione terroristica
Al-Qāʿida è stata designata come organizzazione terroristica dai seguenti Paesi e organismi internazionali:
- Australia[15]
- Canada[17]
- Corea del Sud[20]
- Filippine[senza fonte]
- Italia[senza fonte]
- Francia[66]
- India[67]
- Irlanda
- Israele[68]
- Giappone[69]
- NATO[11][12]
- Paesi Bassi[21]
- Regno Unito[22]
- Russia[70]
- Stati Uniti d'America[71]
- Svezia[72]
- Svizzera[25]
- Turchia[73]
- Unione europea[74]
- Consiglio di sicurezza delle Nazioni Unite[75]